# برج العرب، حمص
برج العرب (به عربی: برج العرب) یک روستا در سوریه است که در استان حمص واقع شده‌است. برج العرب ۱٬۴۳۴ نفر جمعیت دارد.